# Haartransplantatie
|                                    |  |  |
| Voor en na een haartransplantatie. |  |  |

Een haartransplantatie is een chirurgische ingreep om haren te verplaatsen. Hierbij worden haarfollikels van het ene deel van het lichaam, meestal de achterkant van het hoofd, geoogst en vervolgens geïmplanteerd op de kale of dunner wordende delen van het hoofd. 
De toepassingen zijn vooral voor hoofdhaar, baardhaar en wenkbrauwen. Dit is een oplossing voor haarverlies bij de aandoening Alopecia androgenetica maar niet geschikt voor alle soorten haarverlies van bijvoorbeeld de gevolgen van een chemotherapie. Een haartransplantatie operatie wordt vaak verricht onder lokale verdoving.

## Geschiedenis
Al in de 18e eeuw werden er operaties verricht met wisselend succes. De eerste haartransplantatie werd uitgevoerd in de jaren 1930 in Japan door Dr. Shoji Okuda. Deze werden onder andere toegepast bij brandslachtoffers uit de Tweede Wereldoorlog.  
In de jaren 1950 begon de moderne haartransplantatie met de "plug" -techniek, waarbij een groot aantal haren in een keer werden getransplanteerd. Deze techniek resulteerde vaak in onnatuurlijke uitziende haarlijnen. 
In de jaren 1990 werd de FUT (Follicular Unit Transplantation) -techniek ontwikkeld, die de haartransplantatie aanzienlijk verbeterde. 
De FUE (Follicular Unit Extraction / Excision) -techniek, waarbij individuele haarfollikels worden geoogst en geïmplanteerd, is de nieuwste en meest geavanceerde haartransplantatie-techniek.

## De meest voorkomende methodes

### Follicular Unit Transplantation (FUT)
Follicular Unit Transplantation (FUT) is een haartransplantatie methode waarbij een reepje huid van het donorgebied (meestal de achterkant van het hoofd) wordt verwijderd en vervolgens wordt verdeeld in individuele haarfollikels. Deze follikels worden vervolgens geïmplanteerd in de kale of dunner wordende delen van het hoofd. FUT resulteert vaak in een lineair litteken in het donorgebied en een langere herstelperiode dan andere methoden.

### Follicular Unit Extraction / Excision (FUE)
Follicular Unit Extraction (FUE) is een meer geavanceerde haartransplantatie methode waarbij individuele haarfollikels worden geoogst met behulp van een speciaal instrument dat kleine incisies maakt rond de haarfollikels. De follikels worden vervolgens geïmplanteerd in de kale of dunner wordende delen van het hoofd. FUE resulteert meestal in minder littekens en een kortere herstelperiode dan FUT.

### Unshaven Follicular Unit Extraction / Excision (uFUE)
Bij de standaard FUE operatie wordt het gehele hoofdhaar geschoren. Voor sommige klanten is dit een stap te ver en velen voelen dit als sociaal belastend voor zichzelf als naar de buitenwereld toe. De volledig ongeschoren techniek is met name voor klanten geschikt die absolute discretie wensen. Bij de U-FUE (undetectable / unshaven FUE) behoeft de klant zowel vooraf - als tijdens de behandeling geheel niets te laten scheren. 

### Direct Hair Implantation (DHI)
Direct Hair Implantation (DHI) is een haartransplantatie methode die lijkt op FUE, maar met het verschil dat de implantatie direct plaatsvindt, zonder de noodzaak van het vooraf maken van incisies met een mesje of naald. Dit wordt gedaan met behulp van een speciale implanter pen, die de follikels één voor één in de hoofdhuid plaatst. Dit resulteert meestal in minder schade aan de follikels en minder directe nabloeding c.q. korstvorming in het ontvangstgebied.
Elke haartransplantatie methode heeft zijn eigen voor- en nadelen en kan geschikt zijn voor verschillende patiënten, afhankelijk van hun individuele situatie en behoeften. Het is belangrijk om een gekwalificeerde en ervaren arts te raadplegen die kan adviseren welke methode het beste geschikt is.

## Vraag naar haartransplantaties
Vanaf 2004 is er elk jaar meer interesse in haartransplantaties. De tabel hieronder laat de Google Trends zoekinteresse zien, waarin 100 de hoogste interesse is en 0 de laagste interesse vanaf 2004.
| Jaar (januari) | zoekinteresse |
| 2004-01        | 25            |
| 2005-01        | 33            |
| 2006-01        | 29            |
| 2007-01        | 28            |
| 2008-01        | 29            |
| 2009-01        | 28            |
| 2010-01        | 38            |
| 2011-01        | 44            |
| 2012-01        | 45            |
| 2013-01        | 44            |
| 2014-01        | 49            |
| 2015-01        | 54            |
| 2015-12        | 55            |
| 2017-01        | 65            |
| 2018-01        | 68            |
| 2019-01        | 77            |
| 2020-01        | 93            |
| 2021-01        | 81            |
| 2022-01        | 87            |
| 2023-01        | 98            |

Hoewel er een dip was gedurende de coronacrisis is de markt daarna weer aangetrokken. De marktwaarde bedroeg volgens de ISHRS meer dan 4 miljard euro waard in 2021. Van de meer dan 2.2 miljoen haartransplantaties in 2022 zijn er bijna 1 miljoen in Turkije uitgevoerd. Bedrijven zoals IdealofMeD alsook de Turkse overheid investeren zwaar in de Turkse cosmetische markt, zo werd Hairtransplantation.com in 2021 naar verluidt overgenomen voor vijf miljoen euro.

## Procedure
De haartransplantatie procedure begint met het scheren van het donorgebied, meestal de achterkant van het hoofd. De arts verdooft het gebied en gebruikt vervolgens een speciaal instrument om individuele haarfollikels te verwijderen. Deze follikels worden gecontroleerd en opgeslagen voordat ze worden geïmplanteerd op de kale of dunner wordende delen van het hoofd. De implantatie van de haarfollikels gebeurt met kleine incisies in de hoofdhuid. De procedure kan enkele uren duren, afhankelijk van de omvang van de transplantatie.

## Nazorg
Na de haartransplantatie kan het hoofd worden verbonden om te voorkomen dat het getransplanteerde gebied wordt aangetast. Het is belangrijk om de instructies van de arts nauwkeurig op te volgen om te zorgen voor een goede genezing en een optimaal resultaat. De meeste mensen kunnen binnen enkele dagen na de ingreep terugkeren naar hun normale activiteiten, hoewel er enkele beperkingen zijn, zoals zware inspanning en blootstelling aan de zon.

## Resultaten
Het resultaat van een haartransplantatie is niet onmiddellijk zichtbaar. De getransplanteerde haren vallen meestal binnen 2-3 weken na de ingreep uit en beginnen na ongeveer drie maanden opnieuw te groeien. Het volledige resultaat van de transplantatie kan tot 12 maanden na de ingreep zichtbaar zijn. Het resultaat is meestal blijvend, hoewel het natuurlijke verouderingsproces kan leiden tot dunner wordend haar op andere delen van het hoofd.

## Risico's, complicaties en bijwerkingen
Net als elke andere chirurgische ingreep zijn er risico's en complicaties verbonden aan haartransplantatie, zoals bloedingen, infecties, zwelling en littekens. Andere mogelijke complicaties zijn het mislukken van de transplantatie, een onnatuurlijk ogende haarlijn en een ongelijke haargroei. Deze complicaties zijn echter zeldzaam en kunnen meestal worden voorkomen door een ervaren en gekwalificeerde arts te kiezen.
Zogenaamde "shock loss" komt bij een haartransplantatie veel voor maar is vaak tijdelijk. Zwellingen als reactie op de verdoving zijn ook niet ongewoon, maar kunnen worden tegengegaan met medicijnen.

## Kosten
De kosten van haartransplantatie kunnen variëren, afhankelijk van de omvang van de transplantatie en de gekozen techniek. Over het algemeen zijn de kosten hoger voor de meer geavanceerde FUE-techniek dan voor de oudere FUT-techniek. In Nederland variëren de kosten van haartransplantatie van €4.000 tot €15.000 of meer, afhankelijk van de omvang van de transplantatie; bekendheid; ervaring van de arts / kliniek als ook de locatie van de kliniek.

## Zorgverzekering
In Nederland worden de kosten van deze ingrepen in beginsel niet vergoed. Alleen in sommige gevallen waarbij het als "psychische last" kan worden aangemerkt kan er sprake zijn van vergoeding.